# Pablo Jarillo-Herrero
Pablo Jarillo-Herrero (Valência, 11 de junho de 1976) é um físico espanhol, atualmente Cecil and Ida Green Professor of Physics do Instituto de Tecnologia de Massachusetts (MIT).

## Biografia
Jarillo-Herrero obteve em 1999 uma licenciatura em física na Universidade de Valência. Esteve depois durante dois anos na Universidade da Califórnia em San Diego, onde obteve um M.Sc. em 2001. Obteve um Ph.D. em 2005 na Universidade Técnica de Delft, e continuou sua formação com um pós-doutorado. Em 2006 foi para a Universidade Columbia, onde trabalhou como NanoResearch Initiative Fellow. Em janeiro de 2008 foi professor assistente no MIT, onde obteve tenure. Em 2018 foi promovido a Full Professor de física.

## Honrarias
- Highly Cited Researcher by Clarivate Analytics-Web of Science (2017-2019)
- fellow da APS (2018)

## Prêmios e condecorações
- Prêmio Wolf de Física (2020)[2]

## Obras
Jarillo-Herrero
- J. Kong, L. P. Kouwenhoven u. a.: Orbital Kondo effect in carbon nanotubes, Nature, V. 434, 2005, p. 484
- J. A. Van Dam, Leo Kouwenhoven: Quantum supercurrent transistors in carbon nanotubes, Nature, V. 439, 2006, p. 953
- D. Efetov u. a.: Electronic Transport and Quantum Hall Effect in Bipolar Graphene Junctions, Phys. Rev. Lett., V. 99, 2007, p. 166804
- H. B. Heersche u. a.: Bipolar supercurrent in graphene, Nature, V. 446, 2007, p. 56
- N. M. Gabor u. a.: Hot Carrier–Assisted Intrinsic Photoresponse in Graphene, Science, V. 334, 2011, p. 648–652
- B. Hunt u. a.: Massive Dirac fermions and Hofstadter butterfly in a van der Waals heterostructure, Science, V. 340, 2013, p. 1427–1430
- S. Dai u. a.: Tunable phonon polaritons in atomically thin van der Waals crystals of boron nitride, Science, V. 343, 2014, p. 1125–1129
- L. Bretheau u. a.:Tunneling spectroscopy of Andreev states in graphene, Nature Physics, Band 13, 2017, p. 756
- J. D. Sanchez-Yamagishi u. a.: Helical edge states and fractional quantum Hall effect in a graphene electron–hole bilayer, Nature Nanotechnology, V. 12, 2017, p. 118
- D.R. Klein u. a.: Probing magnetism in 2D van der Waals crystalline insulators via electron tunneling, Science, V. 360, 2018, p. 1218
- B. Huang u. a.:Electrical Control of 2D Magnetism in Bilayer CrI3,  Nature Nanotechnology, V. 13, 2018, p. 544
- Y. Cao: Correlated Insulator Behaviour at Half-Filling in Magic Angle Graphene Superlattices, Nature, V. 556, 2018, p. 80
- S. Wu, R. J. Cava u. a.: Observation of the quantum spin Hall effect up to 100 kelvin in a monolayer crysta, Science, V. 359, 2018, p. 76
- K. L. Seyler u. a.: Ligand-field helical luminescence in a 2D ferromagnetic insulator, Nature Physics, V. 14, 2018, p. 277